# Martos László
Martos László (Miskolc, 1930. április 3. – Budapest, 1957. május 2.) magyar növényfiziológus, a biológiai tudományok kandidátusa (1956), egyetemi adjunktus.

## Életpályája
1948–1952 között a budapesti egyetemen biológiai-kémiai tanulmányokat folytatott. Ezután a Kertészeti Főiskolában dolgozott.
Temetése a Farkasréti temetőben történt.(30/2-2-65)

## Művei
- Átöröklődnek-e az életben szerzett tulajdonságok (Budapest, 1954)
- A sziklevelek szerepe a növények életében (kandidátusi értekezés, 1956)[8][9]
- O vlijanii produktov obmena vescsesztv szemjadolej na roszt prorosztkov bobovüh rasztenij (Fiziológija rasztenij, 1957. IV.)